# Cinema de capa i espasa

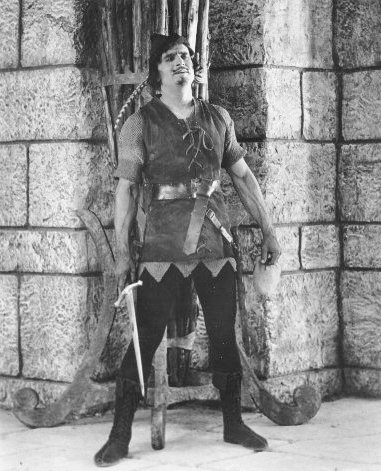
Douglas Fairbanks com a Robin Hood, 1922

El cinema de capa i espasa és un subgènere cinematogràfic del gènere cinema d'acció, o d'aventures, sovint caracteritzat per lluitar amb espases i personatges heroics aventurers, coneguts com a espadatxí. Els esdeveniments històrics reals solen tenir un lloc destacat a la trama, sovint tenen una finalitat moralitzant, on els personatges tenen un perfil clarament heroic, i fins i tot els dolents tendeixen a tenir un codi d'honor. Sovint, incorporen una donzella en perill i un element romàntic.

## Història
Des dels inicis del cinema, el cinema mut va estar plena de pel·lícules d'espadatxins. Les més famoses van ser les pel·lícules de Douglas Fairbanks, com The Mark of Zorro (1920), que va definir el gènere. Les històries provenien de novel·les romàntiques de costums, especialment les d'Alexandre Dumas, els pirates de Robert Louis Stevenson, Emilio Salgari i Rafael Sabatini, la mar de Herman Melville i Joseph Conrad, les aventures colonials escrites per Percival Christopher Wren i Rudyard Kipling, els misteris de Rider Haggard i la selva d'Edgar Rice Burroughs.
La música triomfant i emotiva també va ser una part important de la fórmula. Els tres grans cicles de pel·lícules d'espadatxins van ser el període de Douglas Fairbanks de 1920 a 1929; el d'Errol Flynn de 1935 a 1941; i un cicle de la dècada de 1950 amb pel·lícules com Ivanhoe (1952) i El senyor de Ballantrae (1953), i la popular sèrie televisiva britànica The Adventures of Robin Hood (1955 – 1959). Les adaptacions de Dumas de Richard Lester van reviure el gènere a la dècada de 1970.

## Espadatxins
El terme espadatxí (swashbuckler en anglès) prové de lluitadors bulliciosos que portaven una espasa i un petit broquer (escut petit). Aquest tipus de personatges solien ser socialment desplaçats que cobrien la seva falta d'habilitat amb la fanfarroneria i el soroll. Amb el temps, a causa del triomf a Hollywood el terme va adquirir un significat de bondat i heroi en les diferents trames.
Jeffrey Richards descriu el gènere com a molt estilitzat. L'heroi és aquell que "manté un estàndard de comportament digne, lluita pel Rei i la Pàtria, creu en la veritat i la justícia, defensa l'honor de la dama". Els valors són els d'un cavaller, de manera que l'escenari és generalment del segle XI al XIX.

## Esgrima
L'esgrima sempre va ser un pilar d'aquest gènere, i un duel dramàtic sovint era una part fonamental del guió. En cap altre lloc és més evident el joc d'espases que en les pel·lícules d'espadatxins. Entre els famosos instructors d'esgrima hi havia Henry Uyttenhove, Fred Cavens, Jean Heremans, Ralph Faulkner i Bob Anderson. Tots van tenir una llarga carrera addicional en l'esgrima esportiva.

## Música
- Erich Wolfgang Korngold va guanyar el premi de l'Acadèmia de 1938 per la seva partitura a Les aventures de Robin Hood.[11] El 1935 El capità Blood va ser nominada en categoria musical als Premis Oscar; el 1940 El falcó del mar va ser nominada a la millor banda sonora original. Korngold era conegut pel seu estil compositiu romàntic i per assignar a cada personatge el seu propi Leitmotiv .
- Alfred Newman va escriure les partitures de: The Prisoner of Zenda (1937), la versió de 1940 de The Mark of Zorro i The Black Swan de 1942 (nominada a la millor banda sonora original). La pel·lícula de 1940 de The Mark of Zorro va ser nominada a l'Oscar a la millor banda sonora original.[12]
- Dimitri Tiomkin va dirigir la música de Cyrano de Bergerac (1950). Segons l'historiador del cinema David Wallace, "Els seus registres, els seus senyals sorollosos, els temes d'aventures propulsius que aparentment empraven tots els instruments de metall mai coneguts, i les melodies que es fonien quan acompanyaven les escenes romàntiques també es van convertir en pauta de tots els compositors de pel·lícules del moment.".[13]
- Hans Zimmer va musicar la saga Pirates del Carib, reinventant l'estil musical del gènere.

## Televisió
La televisió va seguir les pel·lícules, i la sèrie de televisió britànica The Adventures of Robin Hood havia produït 143 episodis el 1959 i es va convertir en un èxit excepcional tant al Regne Unit com als Estats Units.
La producció televisiva britànica del moment va ser prolífica en aquest gènere generant títols com: The Buccaneers (1956–1957), The Adventures of Sir Lancelot (1956–1957), Sword of Freedom (1958), The Adventures of William Tell (1958), The Adventures of the Scarlet Pimpernel (ITV, 1956), The Count of Monte Cristo de (ITV, 1956) i The Gay Cavalier de George King (ITV, 1957), Quentin Durward (Studio Canal, 1971), Robin of Sherwood (ITV)., 1984–1986) i Sharpe (ITV, des de 1993).
La televisió nord-americana va produir dues sèries de Zorro (1957 i 1990). Arran de la pel·lícula La màscara del Zorro (1998), es va emetre una sèrie de televisió amb protagonista femenina, la Queen of Swords, que va sortir l'any 2000.
A Espanya, Agustín Diaz Yanes dirigia el 2006, la pel·lícula Alatriste, protagonitzada per Viggo Mortensen i basada en el personatge protagonista de Las aventuras del capitán Alatriste d'Arturo Pérez-Reverte. El personatge Diego Alatriste y Tenorio viu durant el segle xvii, lluitant al servei del rei Felip IV d'Espanya durant la Guerra dels Vuitanta Anys. El 2015 Telecinco produiria la sèrie Las aventuras del Capitán Alatriste dirigida per Salvador Calvo i Enrique Urbizu, i protagonizada ara per Aitor Luna. Una altra sèrie de Televisió Espanyola, produïda per GloboMedia, Águila Roja, compta amb cinc temporades emeses entre el 2009 i el 2016, és un exemple del gènere espadatxí.
Per altra banda cal tenir en compte les aportacions de les televisions italianes i alemanyes van produir diverses sèries amb el personatge d'Emilio Salgari: Sandokan: Sandokan (1976) que va llançar a la fama a Kabir Bedi com a protagonista.

## Pel·lícules destacades
- The Mark of Zorro (1920)
- Els tres mosqueters (1921)
- Robin Hood (1922)
- Don Q, Son of Zorro (1925)
- The Black Pirate (1926)
- The Iron Mask (1929)
- The Count of Monte Cristo (1934)
- The Scarlet Pimpernel (1934)
- Captain Blood (1935)
- The Bold Caballero (1936)
- The Prisoner of Zenda (1937)
- Les aventures de Robin Hood (1938)
- L'home de la màscara de ferro (1939)
- The Mark of Zorro (1940)
- El falcó del mar (1940)
- El fill de Monte Cristo (1940)
- Sandokan pel·lícules (1941-1970)
- The Black Swan (1942)
- Captain Kidd (1945)
- The Exile (1947)
- El pirata (1948)
- The Three Musketeers (1948)
- Adventures of Don Juan (1948)
- El llibertador (1950)
- Cyrano de Bergerac (1950)
- Patala Bhairavi, cinema Telugu (1951)
- The Prince Who Was a Thief (1951)
- La dona pirata (1951)
- Against All Flags (1952)
- Scaramouche (1952)
- Ivanhoe (1952)
- El temible burleta (1952)
- The Golden Blade (1952)
- Els fills dels mosqueters (1952)
- El senyor de Ballantrae (1953)
- Malaikkallan (1954)
- Nadodi Mannan (1958)
- The Moonraker (1958)
- Els víkings (1958)
- Mannadhi Mannan (1960)
- Cartouche (1962)
- Aayirathil Oruvan (1965)
- Haiducii (1966)
- The Testament of Aga Koppanyi (1967)
- Malkoçoğlu Cem Sultan (1969)
- The Devil's Servants (1970)
- Neerum Neruppum (1971)
- Battal Gazi Destanı (1971)
- The Three Musketeers (1973)
- Els quatre mosqueters (1974)
- El corsari Roig (1976)
- Robin i Marian (1976)
- Star Wars (1977)
- Madhuraiyai Meetta Sundharapandiyan (1978)
- The Scarlet Pimpernel (1982)
- Krull (1983)
- Pirates (1986)
- La princesa promesa (1987)
- Kondaveeti Donga, cinema Telegu (1990)
- Robin Hood: Príncep dels lladres (1991)
- The Three Musketeers (1993)
- L'illa dels caps tallats (1995)
- Le Bossu (1997)
- La màscara del Zorro (1998)
- L'home de la màscara de ferro (1998)
- The Musketeer (2001)
- El Senyor dels Anells: La Germandat de l'Anell (2001)
- The Count of Monte Cristo (2002)
- Fanfan la Tulipa (2003)
- Pirates of the Caribbean: The Curse of the Black Pearl (2003)
- Master and Commander: The Far Side of the World (2003)
- Casanova (2005)
- La llegenda del Zorro (2005)
- Alatriste (2006)
- Pirates of the Caribbean: Dead Man's Chest (2006)
- Pirates of the Caribbean: At World's End (2007)
- Stardust (2007)
- 1612 (2007)
- Prince of Persia: The Sands of Time (2010)
- Pirates of the Caribbean: On Stranger Tides (2011)
- Els tres mosqueters (2011)
- Badrinath (2011)
- Baahubali: The Beginning (2015)
- Puli (2015)
- Baahubali 2: The Conclusion (2017)
- Pirates of the Caribbean: Dead Men Tell No Tales (2017)